# Amor (álbum de Mocedades)
Amor es el undécimo álbum del grupo vocal español Mocedades, grabado en 1980. Fue su último trabajo con la discográfica Zafiro, y asimismo el último con Juan Carlos Calderón como productor (con la excepción de Mocedades canta a Walt Disney 17 años más tarde). 

## Canciones
1. "Amor"  (3:00)
2. "Tú, ¿quién eres tú?"  (3:48)
3. "Acúnale"  (3:29)
4. "The more I see you"  (3:21)
5. "Me siento seguro"  (3:23)
6. "Eras tú, era yo"  (3:43)
7. "Love me tender"  (3:01)
8. "La que llaman soledad"  (3:36)
9. "I say a little prayer for you"  (3:34)
10. "Can't buy me love"  (2:15)

- Datos: Q5672971